# Douglaska Na pile
Douglaska Na pile je památný strom, dominantní douglaska tisolistá (Pseudotsuga menziesii) na území zaniklé osady Milíře, obce Rovná v okrese Sokolov v Karlovarském kraji. Roste ve svahu pod lesem v oploceném areálu bývalé pily a psího útulku v údolí Lobezského potoka nad silnicí II/210 pod již nefunkčním náhonem k zaniklé pile.
Pila se dříve nazývala Nellyina pila či Nellyn mlýn, později Schneidmühle a po druhé světové válce dostala nový český název Žofiin mlýn. Jednalo se o největší mlýn v údolí Lobezského potoka a po odsunu původních majitelů zůstal jediným mlýnem na Lobezském potoce, který pokračoval ve své činnosti přibližně do roku 1965 a fungoval jako pila.
Obloukovitý kmen s obvodem 401 cm se v dolní části plynule rozšiřuje do nevýrazného kužele kořenových náběhů. Bohatá koruna je utvářena dlouhými větvemi a dosahuje do výšky 41 m (měření 2017).
Za památný byl strom vyhlášen v roce 2019 jako strom významný vzrůstem, esteticky zajímavý strom a jako krajinná dominanta.

## Stromy v okolí
- Pasecká lípa
- Lípa na Paseckém vrchu
- Dub na Novině
- Lípa u pomníčku v Hruškové
- Buk nad Hruškovou